# Josep Maria Cunill i Postius
Josep Maria Cunill i Postius   (Berga, 10 de juliol de 1896 - Terrassa, 27 de novembre de 1949) va ser un agricultor i dirigent carlí català. Cap del Requetè de Catalunya, va participar activament a Barcelona a l'alçament de juliol de 1936 contra el govern del Front Popular que va donar origen a la guerra civil espanyola. Posteriorment va formar part del sector del carlisme oposat al franquisme.

## Biografia
Era fill de Victorià Cunill Pujol i de Rosa Postius Sala, originaris de Berga. El seu pare era industrial tèxtil i va ser president del Sindicat Patronal de Sastreria de Berga. La seva família era d'arrelades conviccions catòliques. Un dels seus oncles, Joan Postius i Sala (1876-1952), va ser un destacat missioner claretià.
Es va establir a Terrassa, on va ser propietari agrícola. Pertanyia a l'Adoració Nocturna i militava a la Comunió Tradicionalista. Formava part del sector més intransigent del carlisme català, oposat a la direcció moderada del cap regional, Miquel Junyent. Durant la Segona República Cunill va ser, juntament amb altres carlins, copropietari del diari egarenc Crónica Social. També va iniciar a Terrassa una remodelació del Requetè, una milícia juvenil carlista creada vint anys abans sota el pretendent Jaume de Borbó.
Va actuar també a la política electoral i a les eleccions al Parlament de Catalunya de 1932 va ser candidat a Terrassa per la coalició Dreta de Catalunya, la qual no va obtenir cap escó. Es va presentar també en aquesta localitat a les eleccions municipals de 1934 i va ser elegit regidor.
El 1933 va ser nomenat cap del Requetè de Catalunya pel delegat nacional d'aquesta milícia, José Luis Zamanillo. Cunill seria l'impulsor, juntament amb el Requetè de Barcelona, d'aplecs que sovint encobrien exercicis paramilitars. Segons Robert Vallverdú, durant aquesta època el carlisme català aconseguiria organitzar, entre joventuts i requetès, més de 6000 homes.

### Guerra Civil
El 17 de juliol Tomàs Caylà, cap regional tradicionalista de Catalunya, va ordenar a Cunill posar els requetès a disposició de la Unió Militar Espanyola (UME). Disposaven a Barcelona d'un terç actiu i un altre auxiliar, compost per 240 homes cadascun, la majoria joves.
El 19 de juliol Cunill es va presentar amb els seus homes als militars, però el cap va dir que era republicà i els va acomiadar de mala manera. En fracassar la revolta a Barcelona, Cunill i altres requetès van ser afusellats als afores de la caserna de Sant Andreu per milicians del Front Popular, els quals els van donar a tots per morts. Segons una carta d'Alfons Carles de Borbó, Cunill s'havia llançat a terra al moment de l'execució, sense rebre cap tret. L'oficial que manava l'escamot, li va donar el tret de gràcia, però només el va ferir lleugerament al coll. Arribada la nit, va tornar en si. Va poder entrar en una casa, on li van curar les ferides, i va fugir a Navarra, actuant després al front d'Aragó. Segons Josep Bru i Jardí, Cunill havia estat un dels primers catalans en passar al bàndol nacional.
Va formar part de la Junta Carlista de Guerra de Catalunya reconstituïda a Burgos per ordre de Fal Conde, sota la presidència de Josep Maria Anglés. Josep Maria Cunill i Maurici de Sivatte van organitzar llavors el Terç de Requetès de la Mare de Déu de Montserrat, que nodriria les seves files amb fugitius de la zona republicana.
Oposat al Decret d'Unificació entre el tradicionalisme i la Falange, durant la postguerra va participar en activitats carlines clandestines i va col·laborar amb Sivatte, Lluís Ortiz i Estrada i altres en un intent de reorganitzar el Requetè contra les autoritats franquistes.

## Descendència
Va estar casat amb Mercè Solà Brujas, amb qui va tenir vuit fills anomenats Josep Maria, Victorià, Rosa Maria, Ramon, Carles, Rafael, Antoni i Francesc Xavier.
El seu fill Josep Maria Cunill Solà (1931-1998) va ser capellà i missioner; va estar vint-i-dos anys a Rhodèsia i tres anys a Amèrica Central, on va ser partidari de la teologia de l'alliberament. D'idees socialistes, va ser un dels fundadors i impulsors del Comitè Oscar Romero i de l'Associació d'Amics del Bisbe Casaldàliga.
Un altre dels seus fills, Antoni Cunill Solà, va ser diaca i va militar a Bandera Roja a la dècada de 1970. Va ser elegit regidor de l'Ajuntament de Terrassa el 1973, durant el tardofranquisme, pel terç familiar, i novament el 1979 per la llista del PSUC.
Un dels seus néts, Francesc Dalmases Cunill (1957-1989), va ser un destacat alpinista i escalador.